# Carlia bicarinata
Carlia bicarinata — вид сцинкоподібних ящірок родини сцинкових (Scincidae). Ендемік Папуа Нової Гвінеї. Раніше вважався конспецифічним з Carlia storri

## Поширення і екологія
Carlia bicarinata мешкають на південному сході Папуа Нової Гвінеї, на території Центральної провінції і Національного столичного округу. Вони живуть в прибережних евкаліптових саванах та у відкритих тропічних лісах, на висоті до 600 м над рівнем моря.